# Pilon (hídépítés)

Pilonok főbb szerkezeti megoldásai

A pilon függőhidak, ferdekábeles hidak és feszített-függesztett hidak függőleges vagy közel függőleges tartószerkezeti eleme, mely a kábelekről (lánchidak esetén a láncokról) érkező erőt az alépítményekre közvetíti, a híd pályaszerkezete erre van felfüggesztve. A kifejezés a görög pülón (πυλών) szóból származik, aminek kapu, bejárat, kapucsarnok a jelentése. A pilonok egy kategóriájára használatos is a kapuzat, míg amikor a pilon szabadon álló oszlopot vagy oszlopokat jelent, az árbóc kifejezés.
Függőhidak esetén a lánc- vagy kábelköteg rendszerint a pilon tetejéhez közel fut be, amit vagy rögzítenek (lehorgonyoznak) ott, vagy vízszintes irányban szabadon elmozdulhat. Ferdekábeles hidak esetén a ferde kábelek befuthatnak a függőhidakhoz hasonlóan a pilon tetején egy pontba, vagy függőleges értelemben elosztva; a kábelek bekötése lehet fix, vízszintes irányban szabad, de előfordul vegyes kialakítás is.

## Szerkezeti megoldásai
- Az oszlopok száma és kapcsolata szerint:
  - árbóc: szabadon álló oszlopra vagy oszlopokra felfüggesztett szerkezet,
  - kapuzat: a függőleges oszlopok a tetejükön össze van kötve,
  - keresztirányban ferde oszlopos rendszer: lehet síkbeli (leggyakoribb példája az A betűt formáló kialakítás) vagy térbeli;
- befogási viszonyai alapján:
  - alul befogott (konzol),
  - alul csuklós (ingaoszlop);
- szimmetriaviszonyok szerint:
  - szimmetrikus,
  - aszimmetrikus;
- pályaszerkezettel való kapcsolata szerint:
  - a pályaszerkezet, merevítőtartó nincs kapcsolatban a pilonokkal,
  - a pályaszerkezet függőlegesen feltámaszkodik a pilonra, de vízszintesen szabadon elmozdulhat,
  - a pályaszerkezetet függőlegesen és vízszintesen is megtámasztja a pilon, de nyomatékbíró kapcsolat nincs köztük,
  - a pályaszerkezet és a pilon nyomatékbíró kapcsolattal van rögzítve;
- hosszirányban függőleges vagy ferde kialakítású.

## Példák

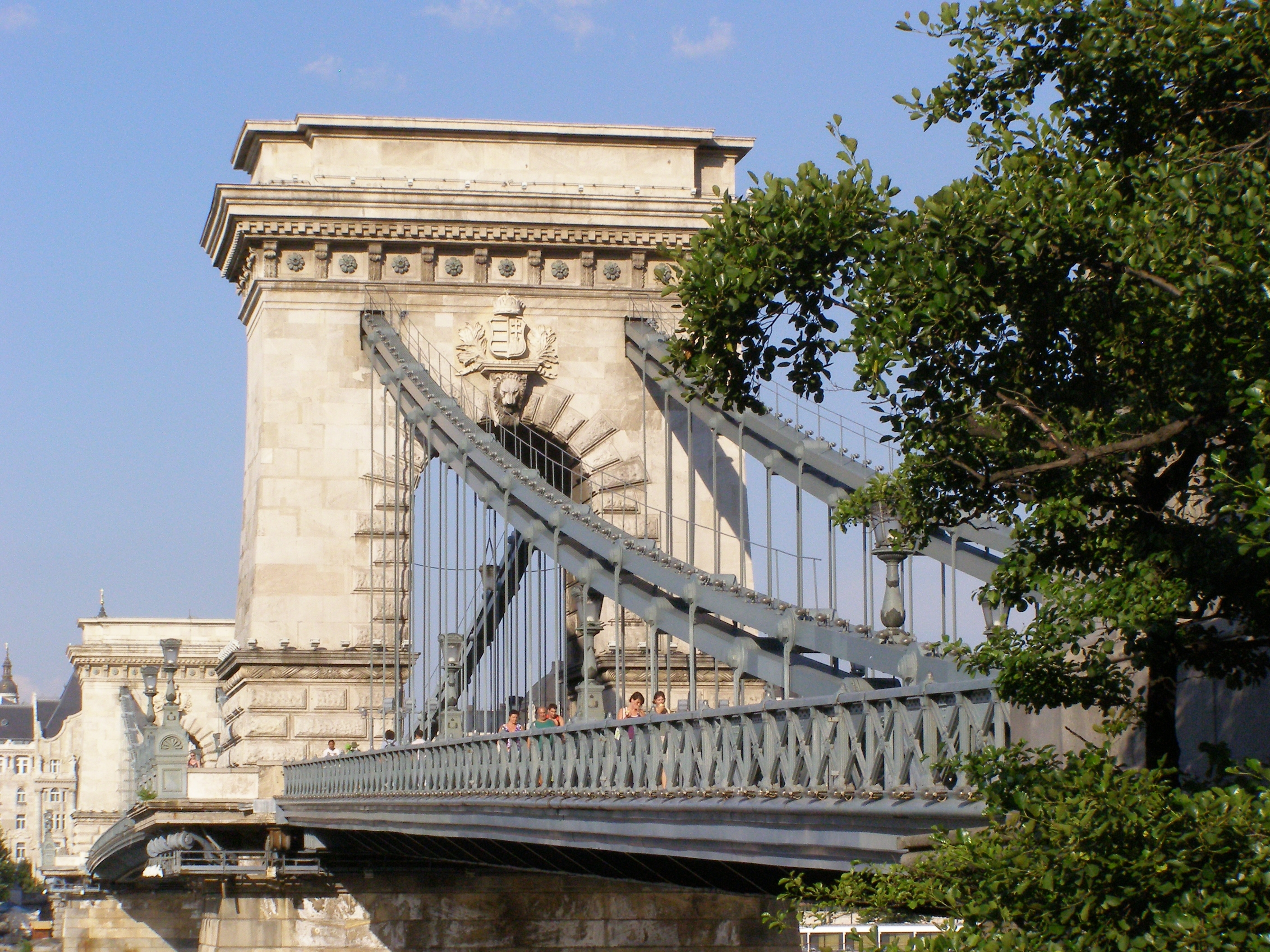
A Széchenyi lánchíd kőpilonjai
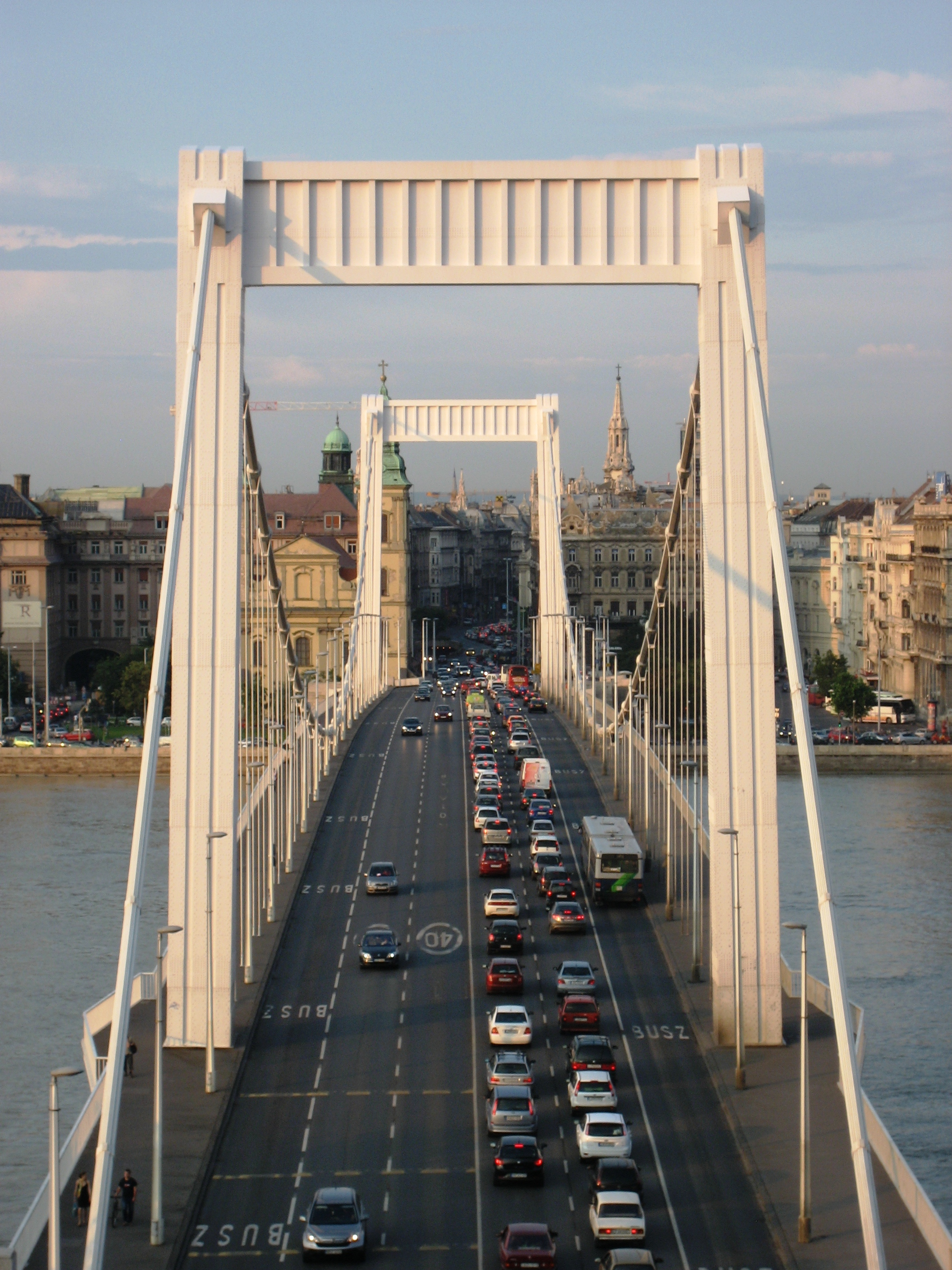
Az Erzsébet híd kapuzata
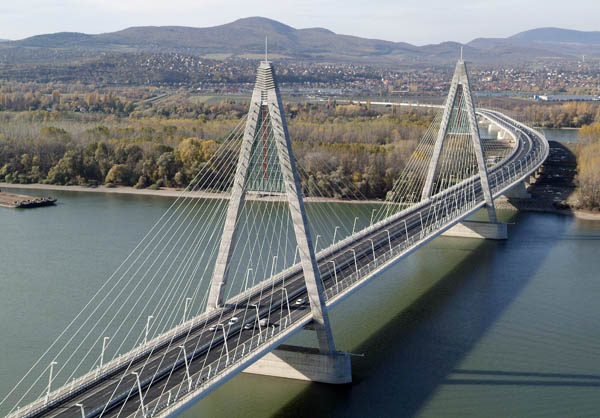
A Megyeri híd ferde pilonjai
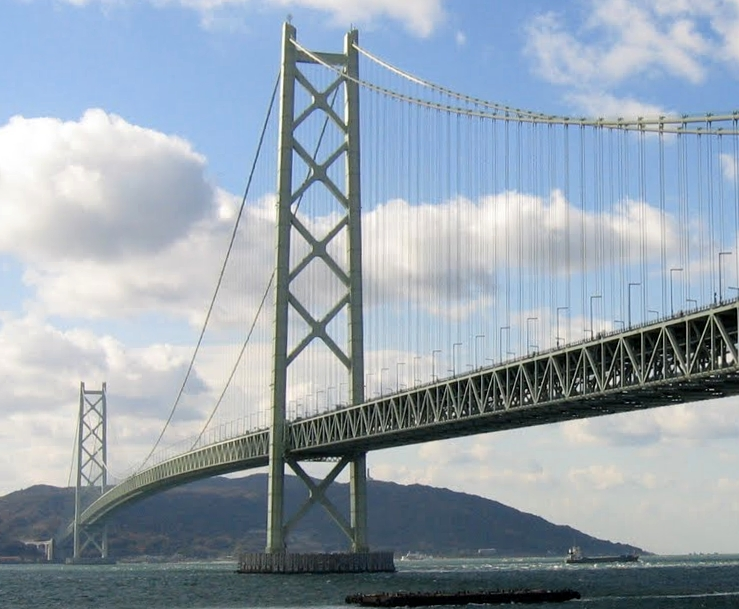
Az Akasi Kaikjó híd rácsos acélpilonjai
A millau-i völgyhíd vasbeton pilonjai